# Sofia de Saxe-Hildburghausen
Ernestina Frederica Sofia de Saxe-Hildburghausen (em alemão:  Ernestine Friederike Sophie von Sachsen-Hildburghausen; Hildburghausen, 22 de fevereiro de 1760 — Coburgo, 28 de outubro de 1776), foi uma princesa de Saxe-Hildburghausen, a terceira filha do duque Ernesto Frederico III de Saxe-Hildburghausen, e de sua terceira esposa, Ernestina Augusta de Saxe-Weimar. Tornou-se Princesa Hereditária de Saxe-Coburg-Saalfeld por casamento com o futuro duque Francisco de Saxe-Coburgo-Saalfeld.

## Biografia
Ernestina (ou Sofia, como era normalmente chamada) era filha de Ernesto Frederico III, Duque de Saxe-Hildburghausen e de sua terceira esposa, Ernestina Augusta de Saxe-Weimar. Teve como padrinhos os reis da Dinamarca, o rei da Polônia e os duques de Saxe-Coburgo, Saxe-Weimar, Mecklenburgo e Württemberg.
Casou-se em Hildburghausen em 6 de março de 1776, aos dezesseis anos de idade, com Francisco, Duque de Saxe-Coburgo-Saalfeld, herdeiro e, mais tarde, duque soberano de Saxe-Coburgo-Saalfeld. À época, Francisco já era apaixonado por aquela que seria sua segunda esposa, a condessa Augusta Reuss-Ebersdorf, mas não teve coragem de romper o noivado com Sofia. Entretanto, pouco mais de sete meses depois do casamento, em 28 de outubro de 1776, Sofia morreu vítima de uma gripe.
Seu corpo encontra-se sepultado na cripta dos Saxe-Coburgo-Gotha, na igreja de St. Morizkirche, em Coburgo.

## Genealogia
| Carolina de Saxe-Hildburghausen | Pai: Ernesto Frederico III, Duque de Saxe-Hildburghausen | Avô paterno: Ernesto Frederico II, Duque de Saxe-Hildburghausen | Bisavô paterno: Ernesto Frederico I, Duque de Saxe-Hildburghausen        |
| Carolina de Saxe-Hildburghausen | Pai: Ernesto Frederico III, Duque de Saxe-Hildburghausen | Avô paterno: Ernesto Frederico II, Duque de Saxe-Hildburghausen | Bisavó paterna: Sofia Albertina de Erbach-Erbach                         |
| Carolina de Saxe-Hildburghausen | Pai: Ernesto Frederico III, Duque de Saxe-Hildburghausen | Avó paterna: Carolina de Erbach-Fürstenau                       | Bisavô paterno: Filipe Carlos, Conde de Erbach-Fürstenau                 |
| Carolina de Saxe-Hildburghausen | Pai: Ernesto Frederico III, Duque de Saxe-Hildburghausen | Avó paterna: Carolina de Erbach-Fürstenau                       | Bisavó paterna: Carlota Amália de Kunowitz                               |
| Carolina de Saxe-Hildburghausen | Mãe: Ernestina Augusta de Saxe-Weimar                    | Avô materno: Ernesto Augusto I, Duque de Saxe-Weimar-Eisenach   | Bisavô materno: João Ernesto III, Duque de Saxe-Weimar                   |
| Carolina de Saxe-Hildburghausen | Mãe: Ernestina Augusta de Saxe-Weimar                    | Avô materno: Ernesto Augusto I, Duque de Saxe-Weimar-Eisenach   | Bisavó materna: Sofia Augusta de Anhalt-Zerbst                           |
| Carolina de Saxe-Hildburghausen | Mãe: Ernestina Augusta de Saxe-Weimar                    | Avó materna: Sofia Carlota de Brandemburgo-Bayreuth             | Bisavô materno: Jorge Frederico Carlos, Marquês de Brandemburgo-Bayreuth |
| Carolina de Saxe-Hildburghausen | Mãe: Ernestina Augusta de Saxe-Weimar                    | Avó materna: Sofia Carlota de Brandemburgo-Bayreuth             | Bisavó materna: Doroteia de Schleswig-Holstein-Sonderburg-Beck           |